# Quintanilla del Monte (kommunhuvudort)
Quintanilla del Monte är en kommunhuvudort i Spanien.   Den ligger i provinsen Provincia de Zamora och regionen Kastilien och Leon, i den centrala delen av landet, 210 km nordväst om huvudstaden Madrid. Quintanilla del Monte ligger 696 meter över havet och antalet invånare är 129.
Terrängen runt Quintanilla del Monte är platt. Runt Quintanilla del Monte är det mycket glesbefolkat, med 7 invånare per kvadratkilometer. Närmaste större samhälle är Villalpando, 5,2 km väster om Quintanilla del Monte. Trakten runt Quintanilla del Monte består till största delen av jordbruksmark.